# Nationaal Sleepvaart Museum

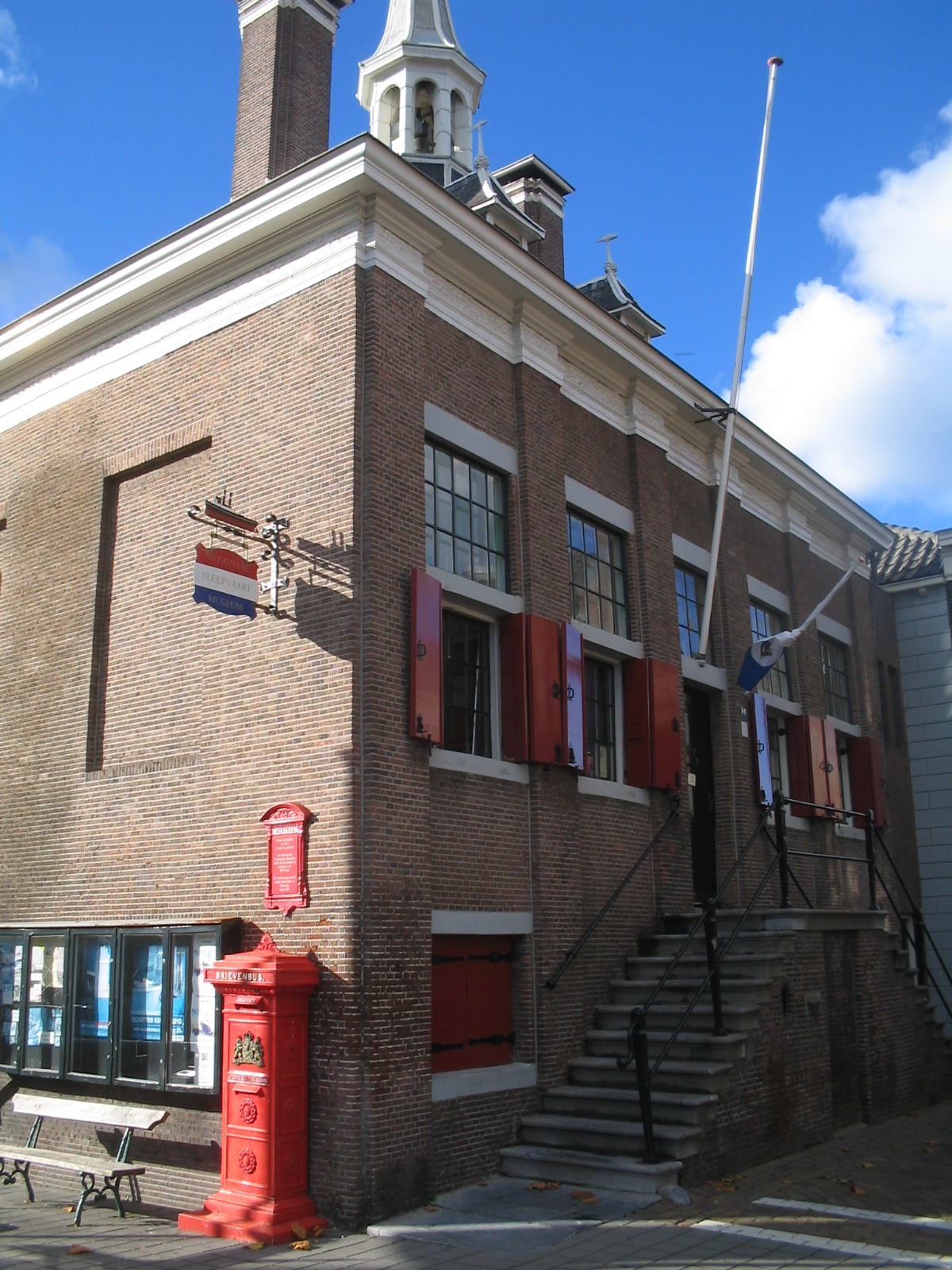
Het museum is gevestigd in het oude stadhuis van Maassluis

Het Nationaal Sleepvaart Museum is een aan sleepboten, berging en bijbehorende bedrijfstakken gewijd museum in de stad Maassluis in de Nederlandse provincie Zuid-Holland. Het museum werd opgericht door belangstellenden en verwante  bedrijven en werd met hulp van de gemeente Maassluis op 18 april 1979 geopend in het monumentale oude stadhuis van Maassluis. Tien jaar later kon het museum alweer uitbreiden naar het naastgelegen pand.

## Exposities
In de permanente tentoonstelling wordt ingegaan op de rol van sleepboten op open zee en op de havensleepdiensten. Zo worden talloze afbeeldingen getoond over sleepboten en sleepbootfirma's. Het museum beschikt over ruim 150 modellen van sleepboten en andere vaartuigen. Het museum beschikt over een reconstructie van een radiohut uit circa 1910-20, compleet met authentieke apparatuur van onder meer Marconi en Telefunken.
Ook zijn voorwerpen en beeldmateriaal bijeengebracht over het bergingswerk, duikwerk en de Rijn- en binnenvaart. In wisseltentoonstellingen besteedde het museum aandacht aan onder meer de bedrijven Wijsmuller en Smit, de sleepvaart in oorlogstijd en aan de berging van de Russische onderzeeër Koersk.
Ten slotte beschikt het museum over een bibliotheek en documentatiecentrum.

## Museumhaven
In de Sleepboothaven Maassluis liggen onder meer de Furie (de oudste nog varende stoomsleper) en het museumschip de Hudson afgemeerd ter hoogte van het museum.

## Afbeeldingen

Nationaal Sleepvaart Museum
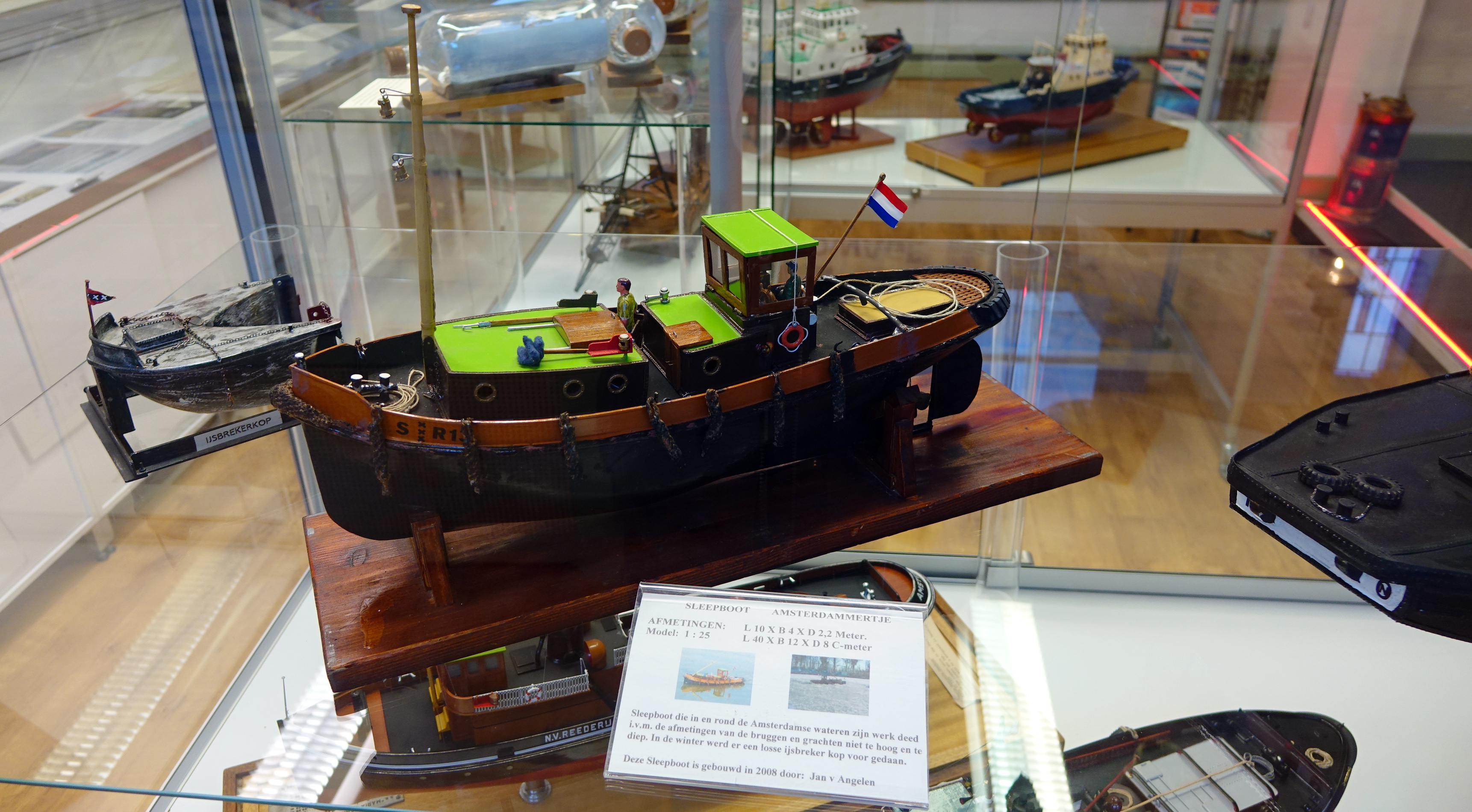
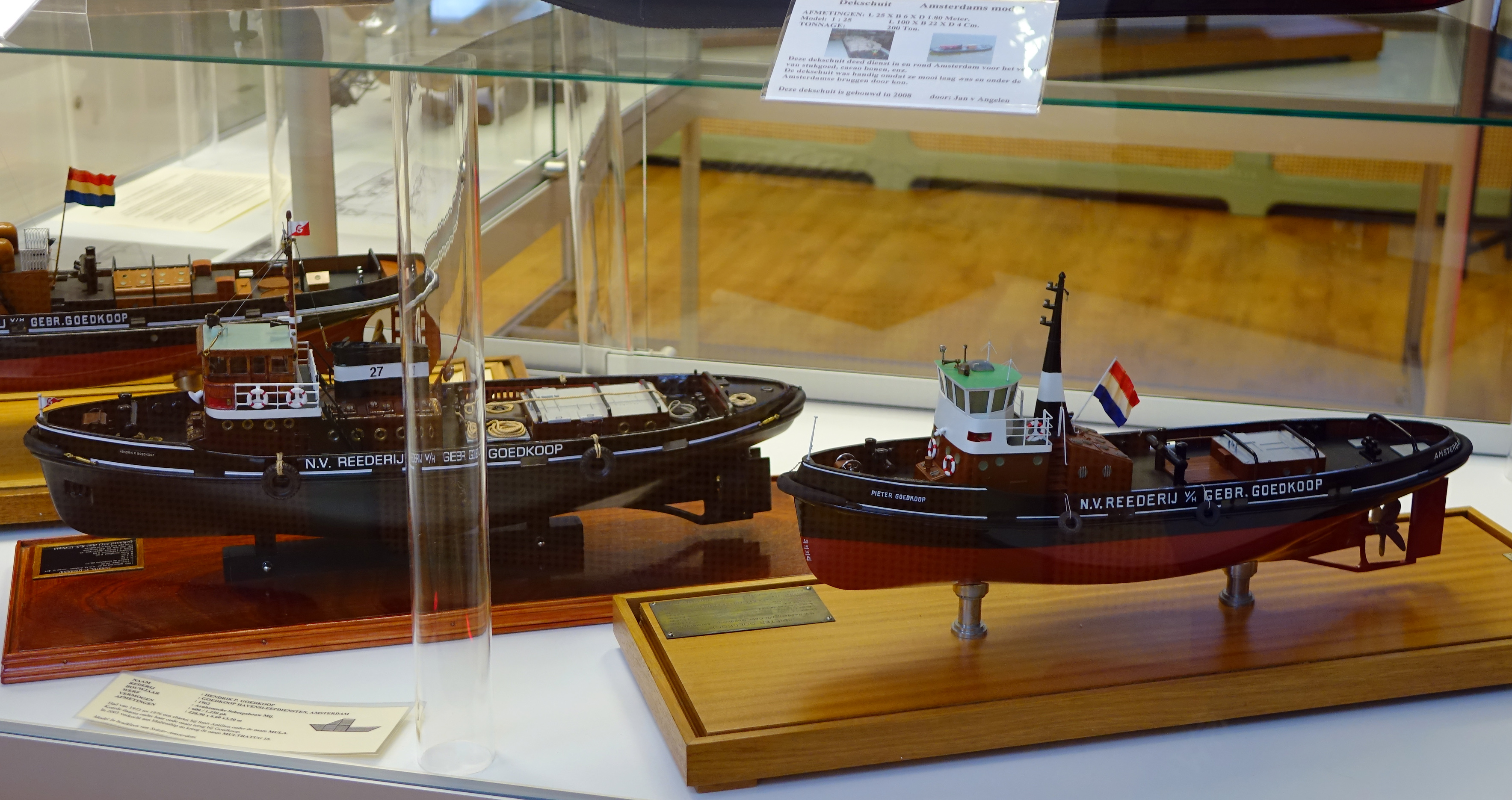
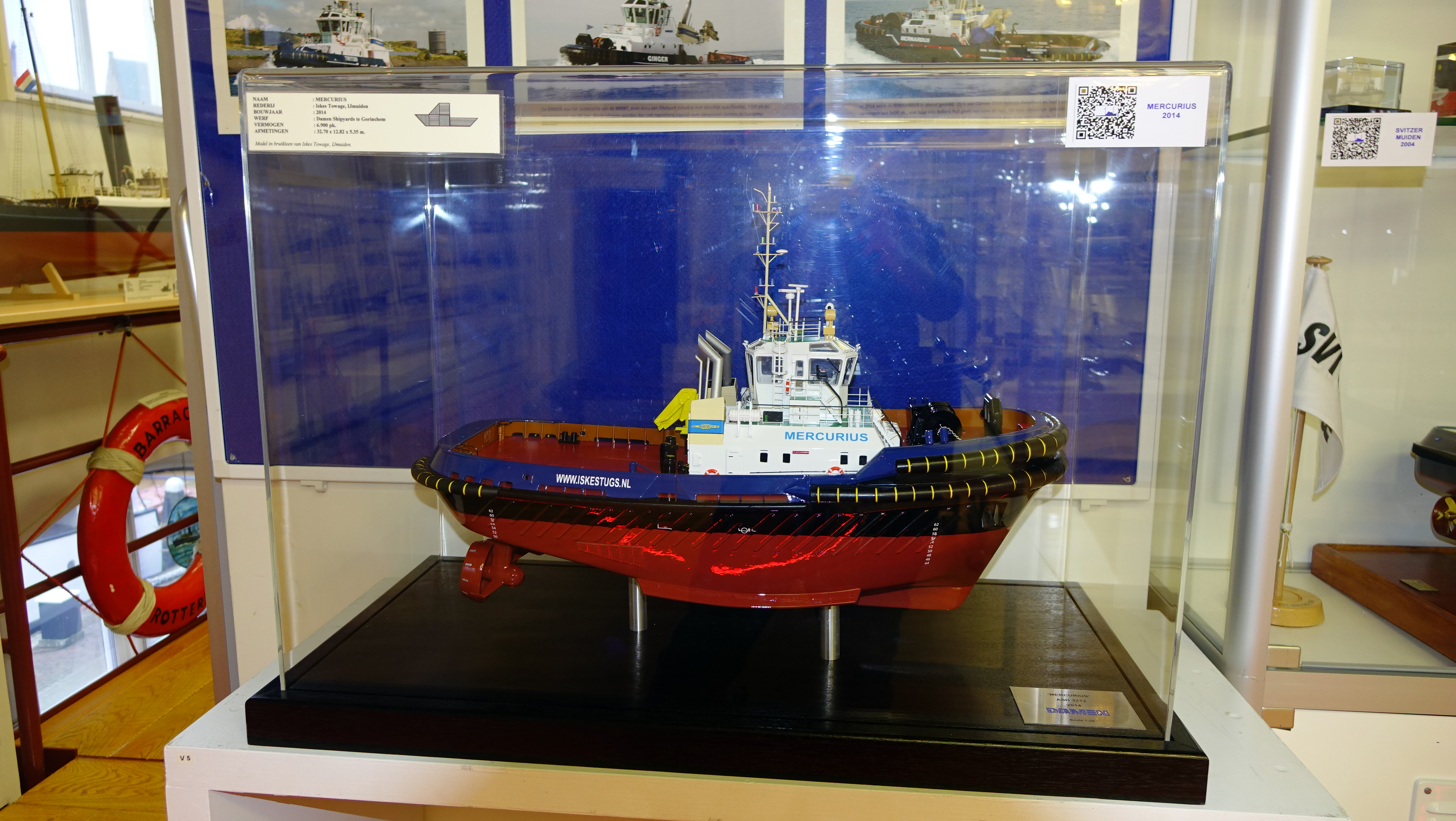
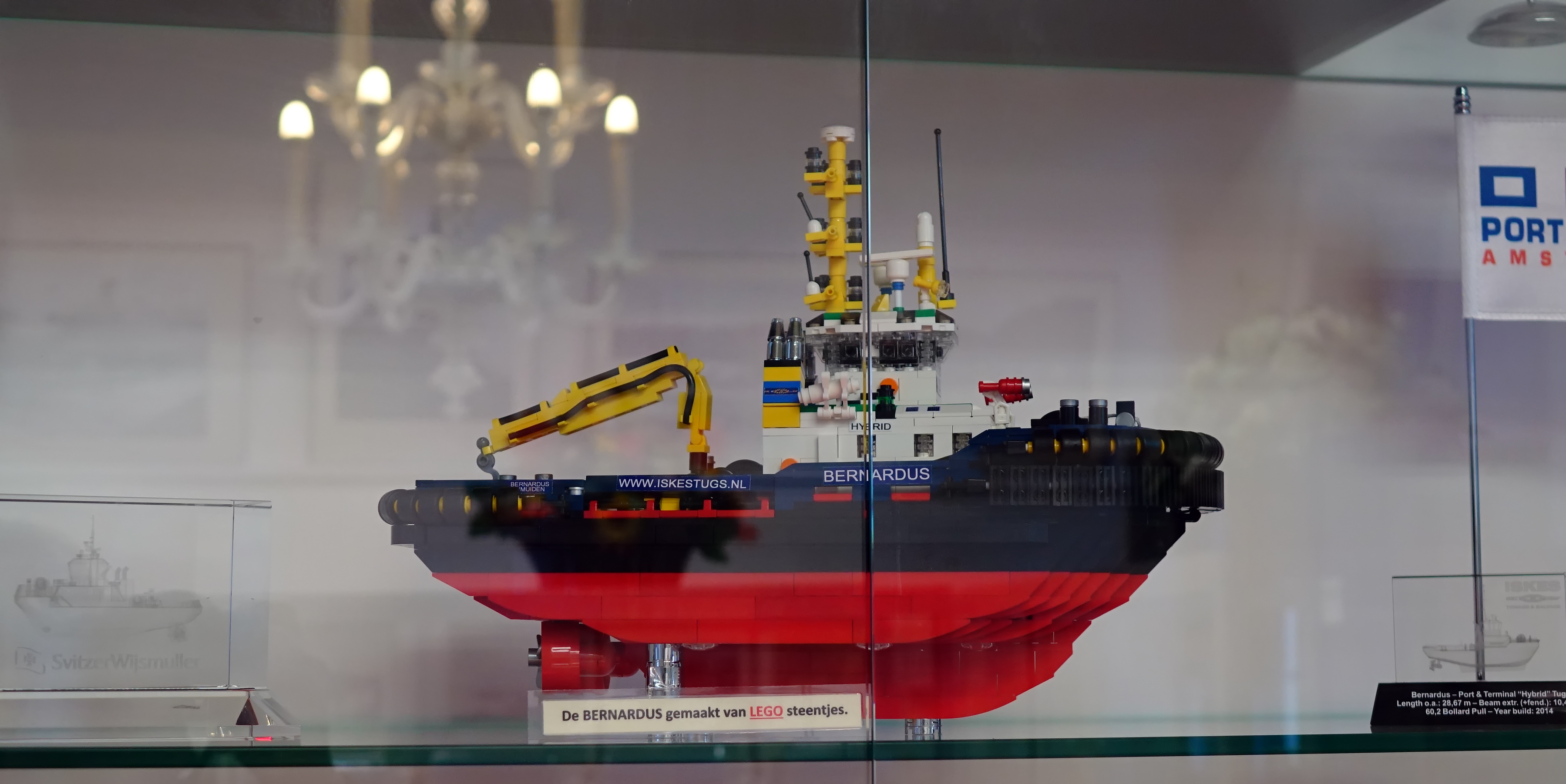
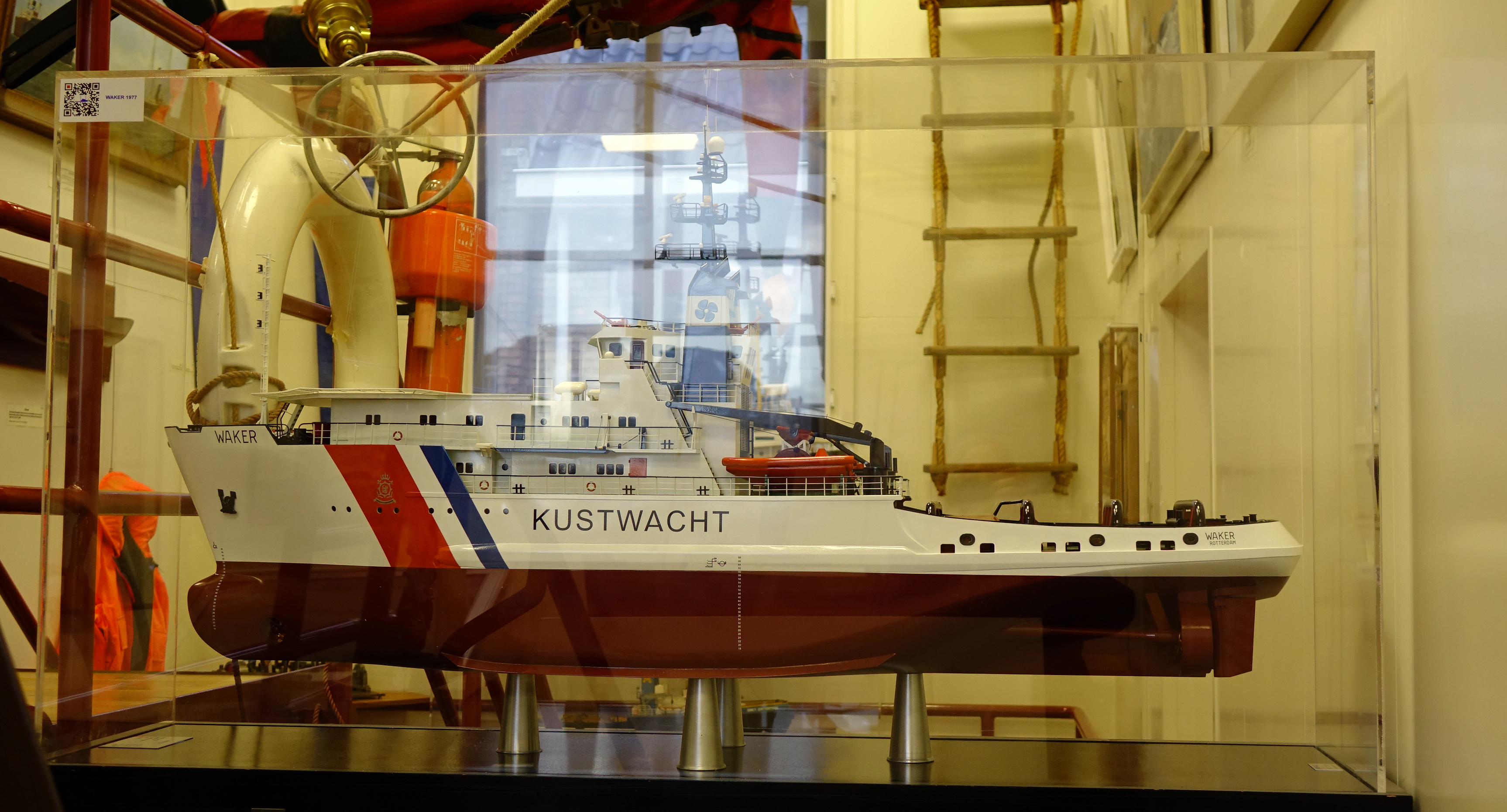
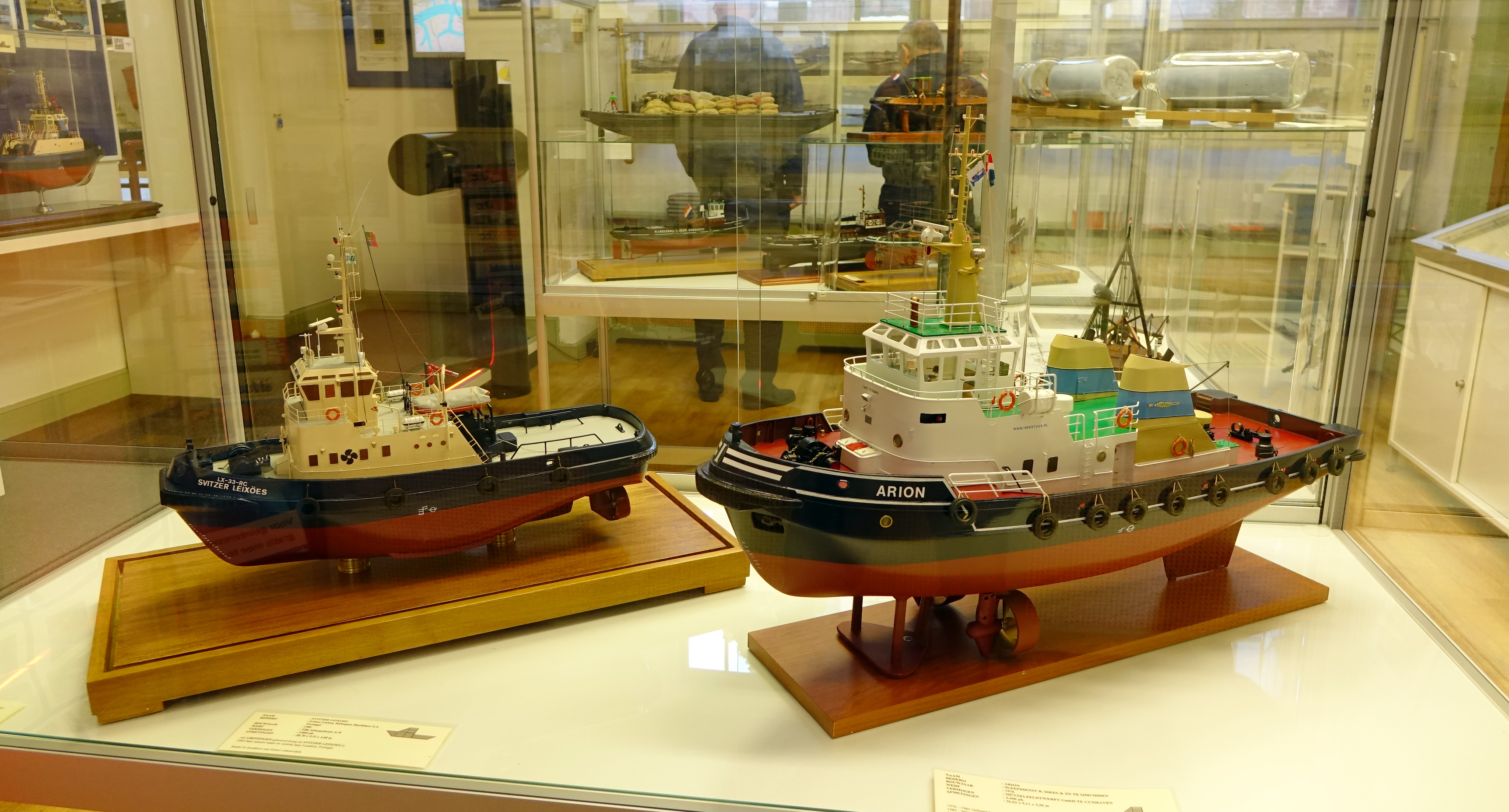
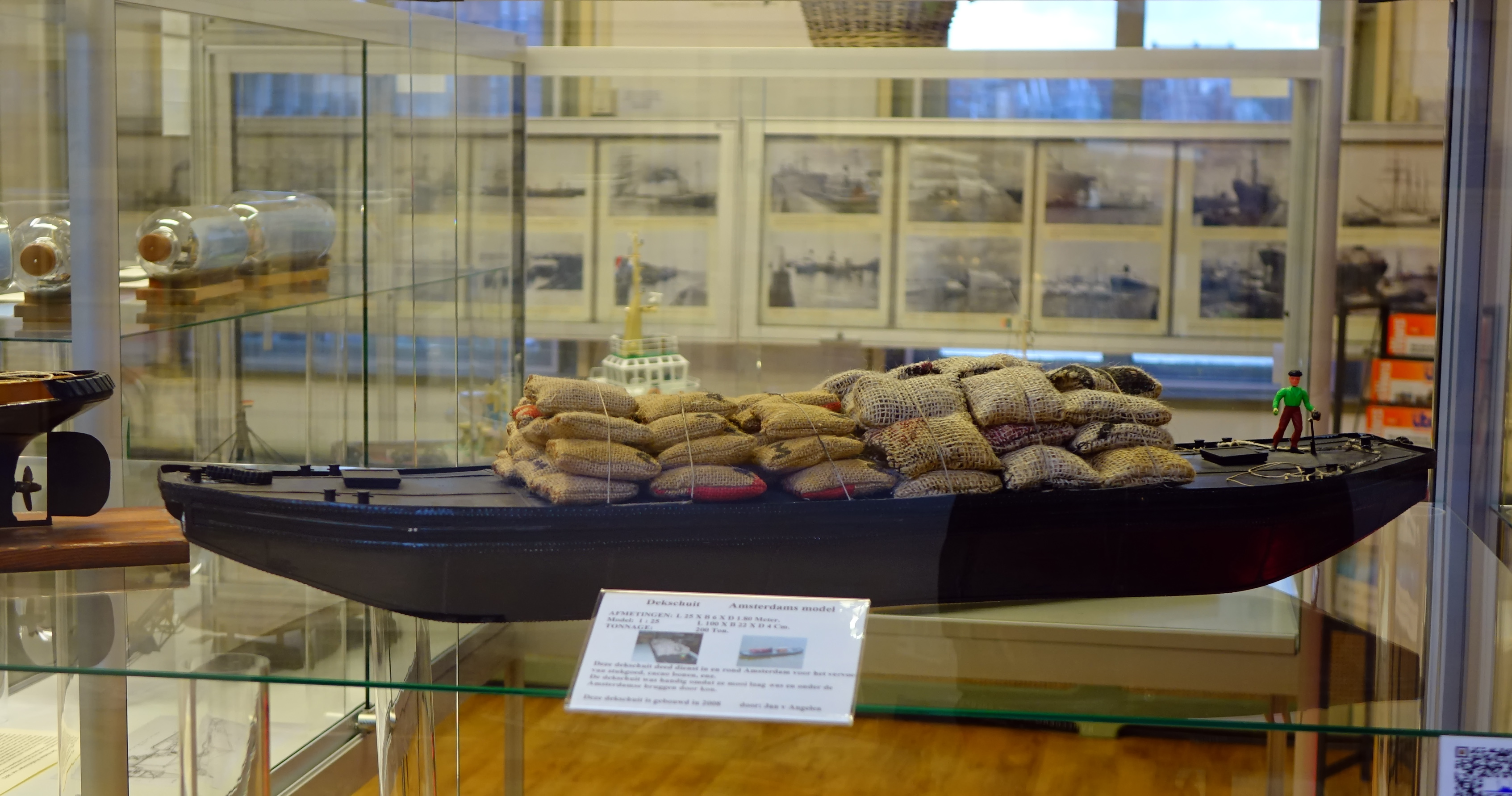
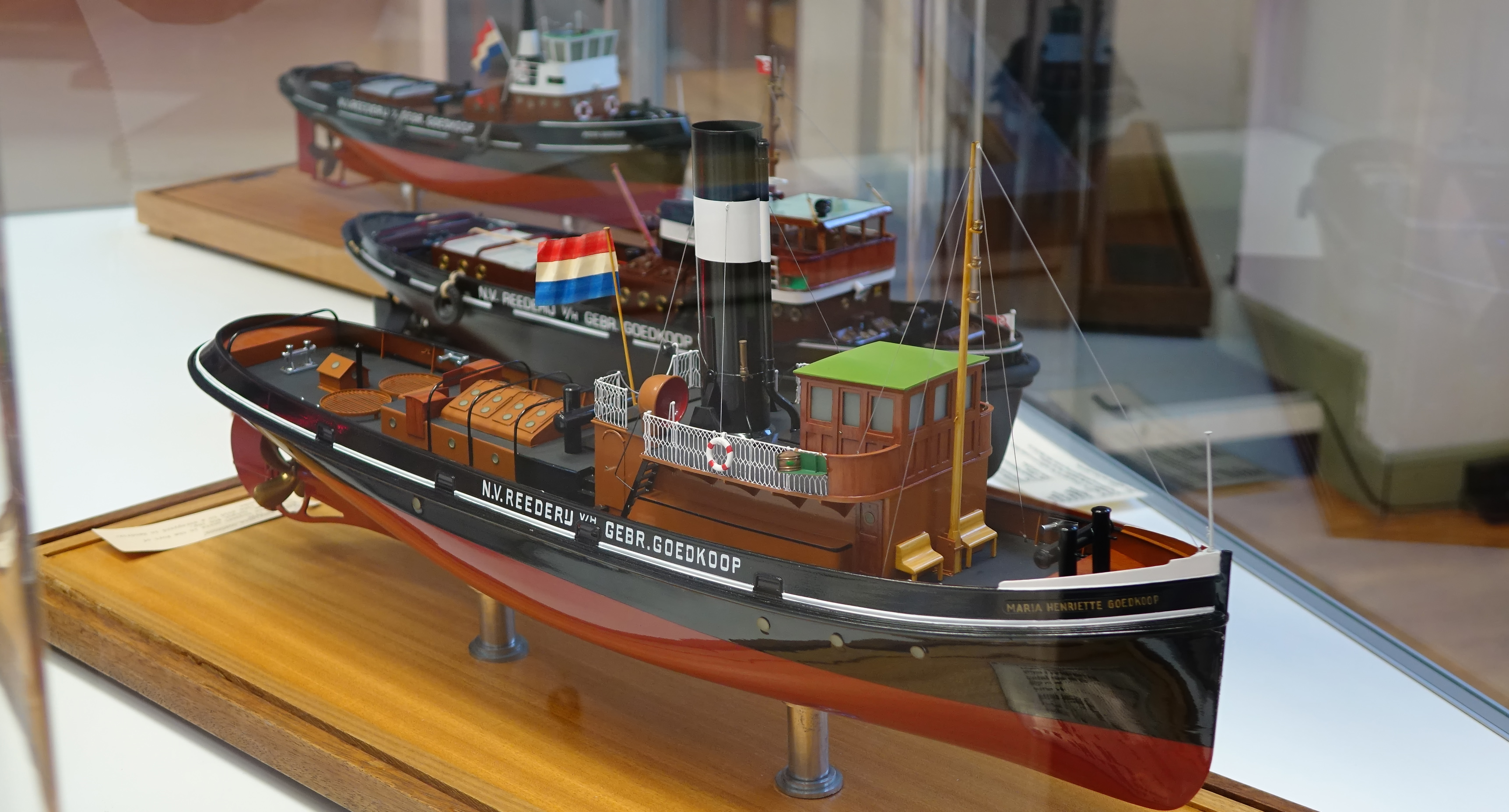
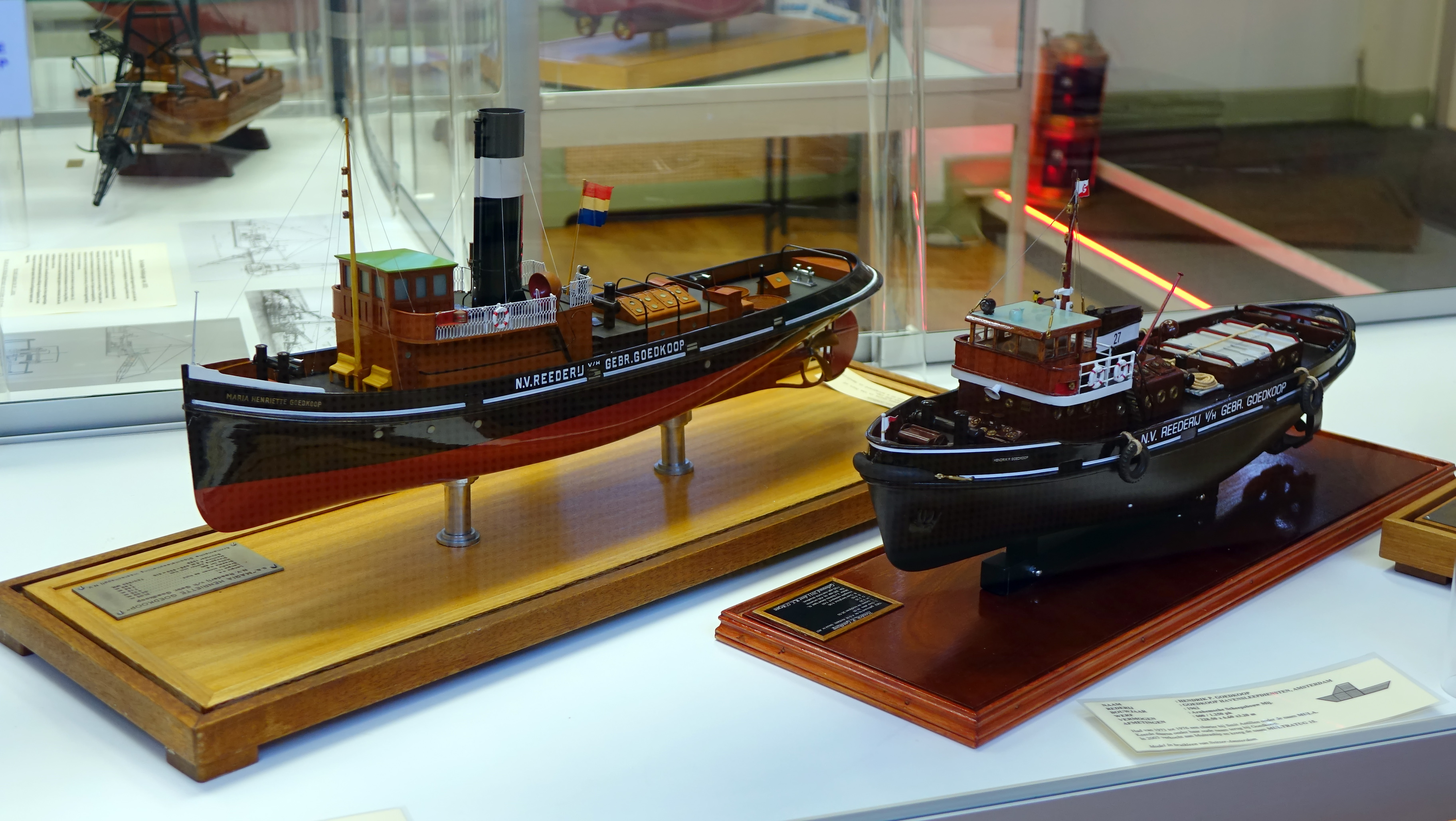
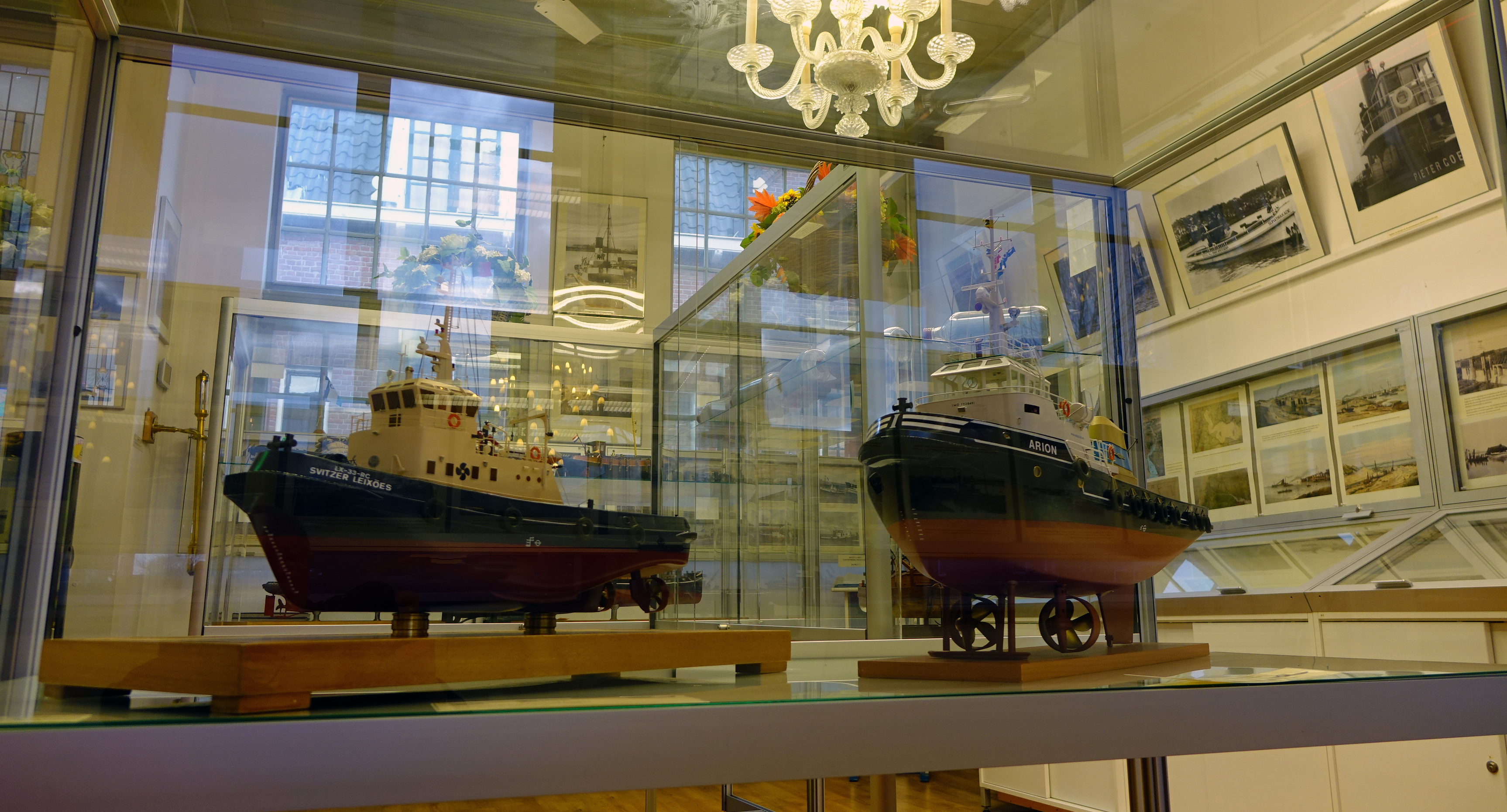
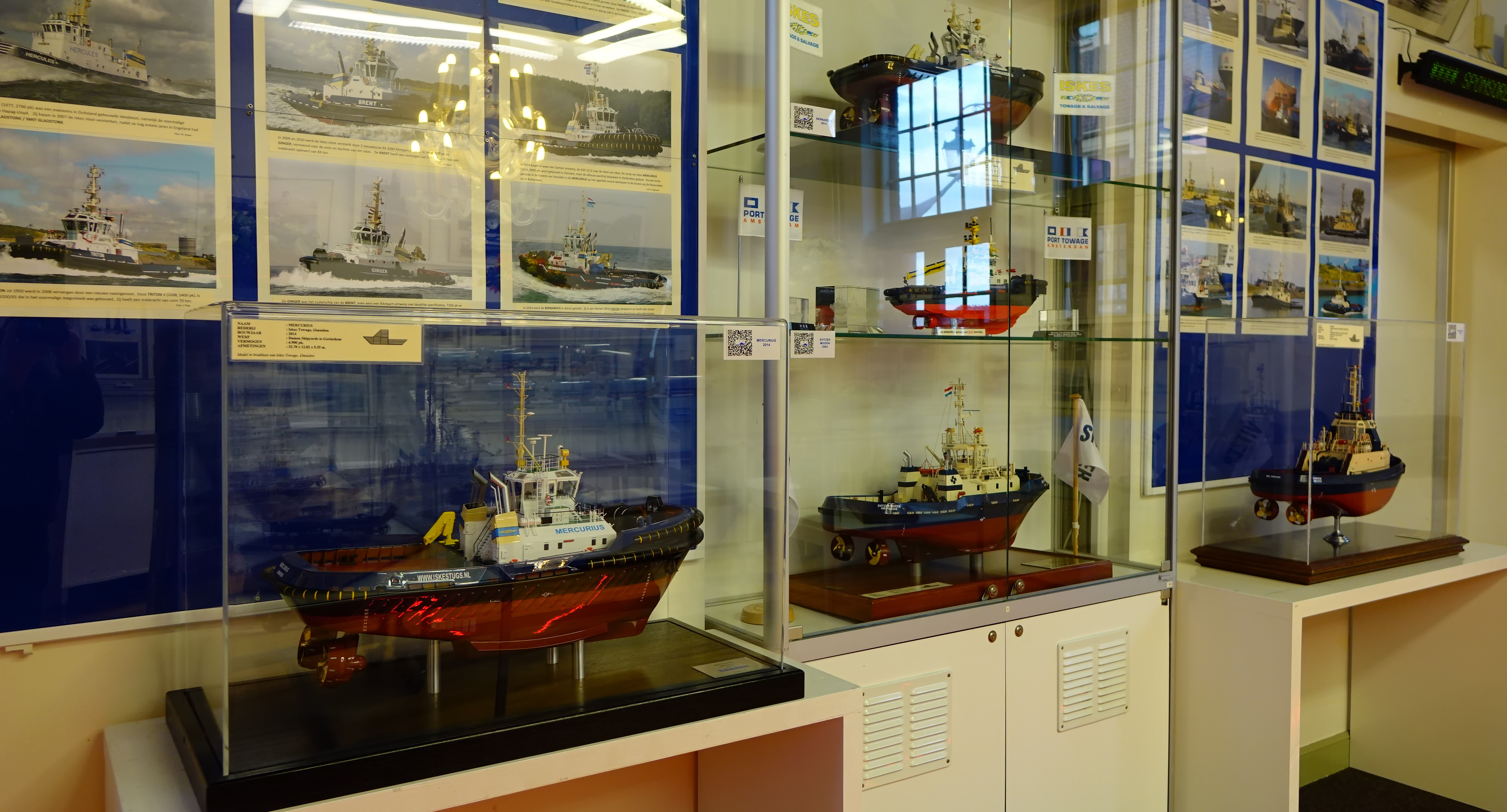
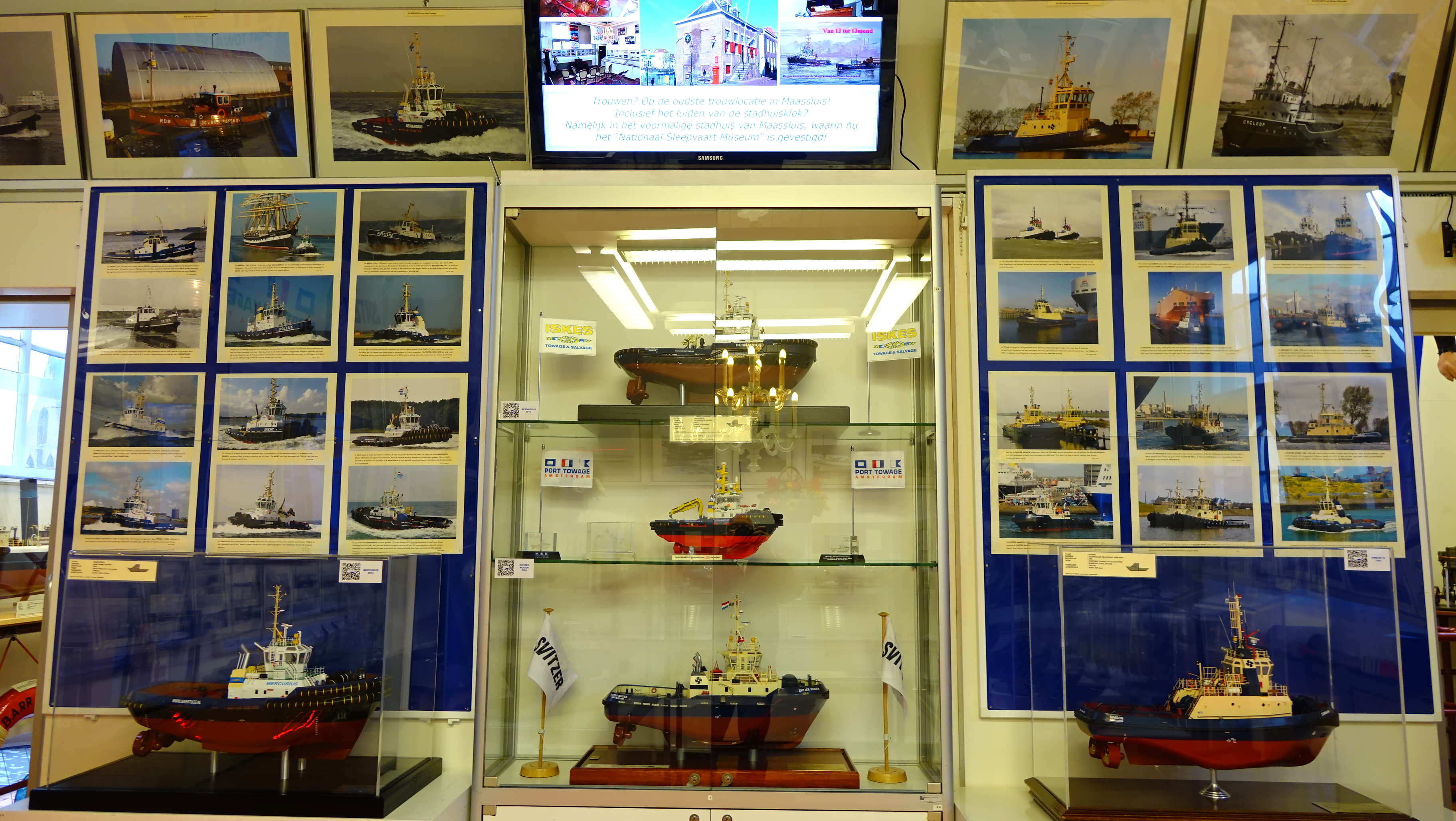
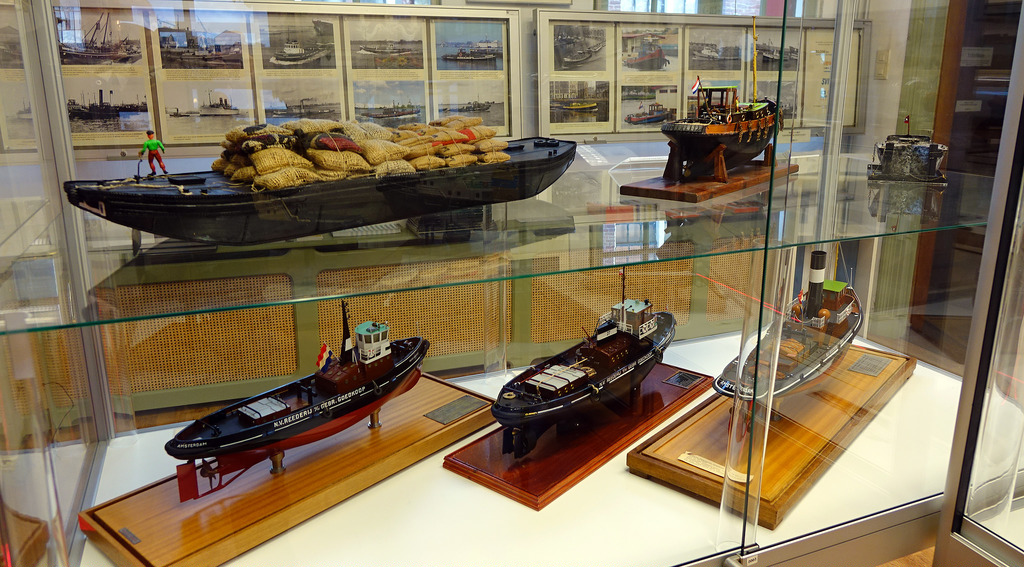
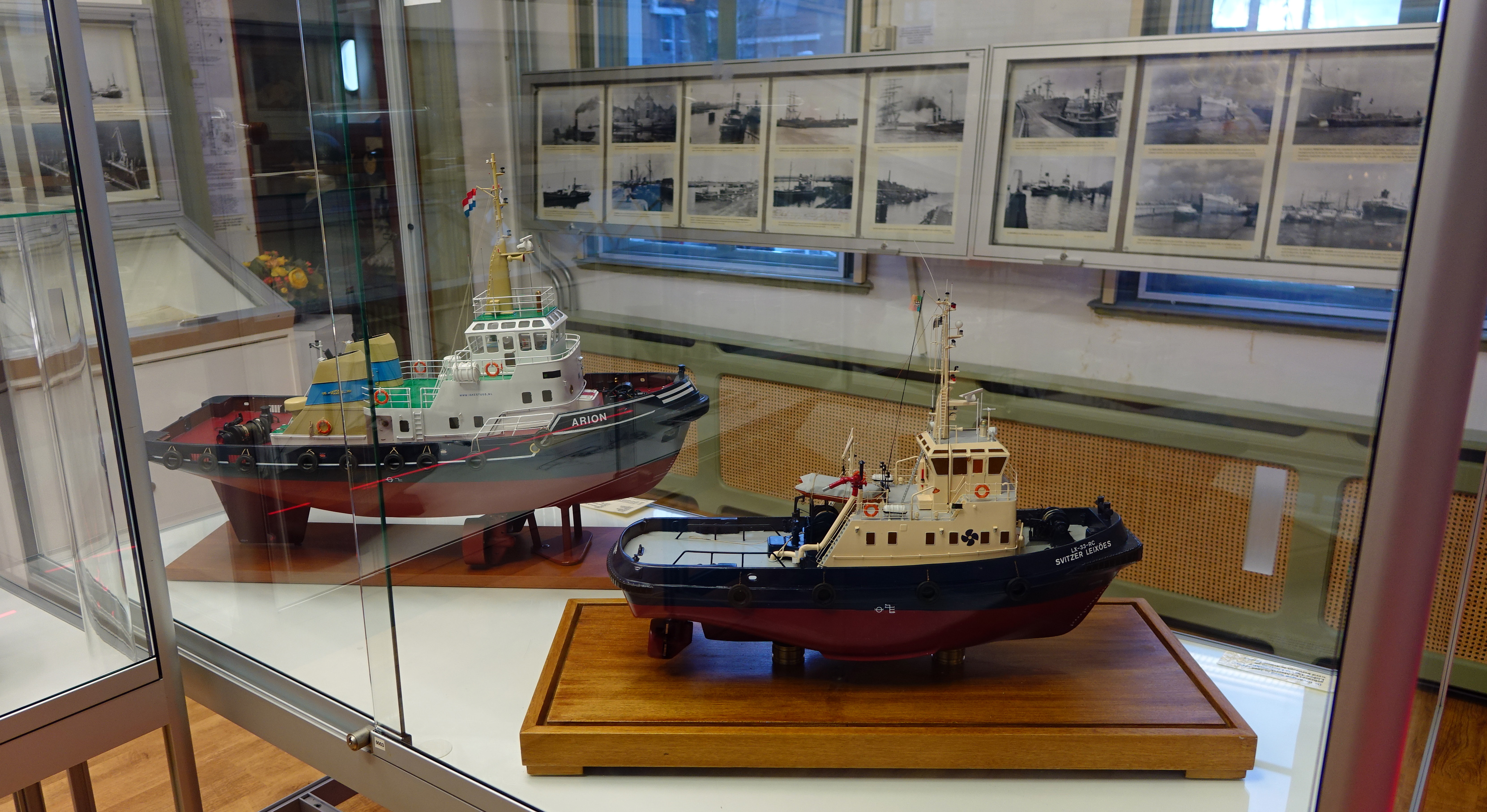